# 横浜小学校 (旧制)
横浜小学校（よこはましょうがっこう）は、1873年（明治6年）3月6日から1946年（昭和21年）2月1日まで横浜市中区に存在した横浜市立の旧制小学校である。当初は学制により神奈川県が設置した。

## 概要・略歴
学制に従い1873年（明治6年）に中区に壮行学舎が設立され、さらに如春学舎、同文学舎が設立されたが、これらが1875年（明治8年）に統合され横浜学校となった。壮行学舎は関内の有力商人らが創立した。貿易商など裕福な家庭の子弟が通う「浜の学習院」と呼ばれる名門校 であったという。
市制施行後の1892年（明治25年）に横浜市立尋常高等横浜小学校と改称された。1905年（明治38年）に高等科を分離し、横浜小学校、後に尋常横浜小学校となった。なお、分離された高等科は横浜第一高等小学校として設立され、これが後に横浜市立本町小学校となり、横浜小学校の後身の統合の元となった（詳細は後述）。
1923年（大正12年）の関東大震災にて校舎を焼失したが、5年後の1928年（昭和3年）に横浜市瓦斯局の跡地（現在の横浜市立港中学校）に鉄筋造りの校舎で再建された。なお焼失した校舎跡地は、1926年（大正15年）に横浜生糸検査所が建てられ、現在は横浜第二合同庁舎になっている。
1929年（昭和4年）4月23日、昭和天皇による復興状況視察先の一つとなった。
その後、太平洋戦争さなかの1945年（昭和20年）5月の空襲で校舎の大半を焼失。敗戦後の同年9月には、GHQにより焼失を免れた校舎の接収を受け、在校生は横浜市立吉田国民学校（後の吉田小学校）へ移された後、1946年（昭和21年）に同校へ統合され廃校となった。廃校式は来賓も無く、あまりにも寂しいものであったという。吉田小学校自体、6・3制の施行に伴い、横浜市立本町小学校へ統合となった。一方、GHQから返還を受けた校舎は1948年（昭和23年）から港中学校の校舎として利用されたが、1982年（昭和57年）に老朽化により建て替えられた。
2003年（平成15年）に創立130周年を記念して同窓会誌を作成したのをきっかけとして隔年で同窓会を行っていたが、同窓生の高齢化もあり会の幕を引くために2009年（平成21年）10月に横浜市内で卒業生による最後の同窓会が行われた。

## おもな卒業生
- 左右田喜一郎 - 経済学者・経済哲学者。
- 高松榮子 - 女優。